# BTC City Ljubljana
Das Team BTC City Ljubljana war ein slowenisches Radsportteam mit Sitz in Ljubljana.

## Organisation und Geschichte
Das Team war das Frauenteam des Radsportvereins Rog (Kolesarsko Društvo Rog - KD Rog) in Ljubljana, zu dem auch das Männerteam Pogi Team Gusto Ljubljana gehört. Ab 2014 war das Team als UCI Women’s Team lizenziert, Hauptsponsor war neben der Stadt Ljubljana die Shopping-Mall BTC City.
Ihre Erfolge erzielten die Teammitglieder überwiegend bei den nationalen Meisterschaften ihrer Länder. Die erfolgreichste Fahrerin des Teams war Eugenia Bujak. Diese gewann für das Team in der Saison 2016 den Grand Prix de Plouay-Bretagne, ein Rennen der UCI Women’s WorldTour. Zur Saison 2020 fusionierte der BTC City Ljubljana mit dem italienischen Frauenradsportteam Alé Cipollini, das unter dem Namen Alé BTC Ljubljana als UCI Women’s WorldTeam lizenziert wurde. Sechs Fahrerinnen vom BTC City Ljubljana wurden in das WorldTeam übernommen.
Parallel dazu blieb die Frauenradsportabteilung des KD Rog bestehen. Nach dem Rückzug von BTC City als Sponsor des WorldTeams nach der Saison 2021 wurde mit Unterstützung von BTC City und Scott die Frauenmannschaft des KD Rog zur Saison 2022 erneut bei der UCI als Continental Team lizenziert. Erfolge erzielte das Team 2022 und 2023 nur bei nationalen Meisterschaften.
Zur Saison 2024 fusionierte das Team mit dem italienischen Team Born To Win G20 Ambedo, in das fünf Fahrerinnen übernommen wurden.

## Erfolge pro Saison
| Rennserie                 | 2014 | 2015 | 2016 | 2017 | 2018 | 2019 | 2022 | 2023 |
| ------------------------- | ---- | ---- | ---- | ---- | ---- | ---- | ---- | ---- |
| UCI ProSeries             | -    | -    | -    | -    | -    | -    | -    | -    |
| UCI Continental Circuits  | 1    | 1    | 5    | -    | -    | 1    | -    | -    |
| nationale Meisterschaften | 6    | 8    | 9    | 6    | 4    | 3    | 2    | 1    |

## Platzierungen in der UCI-Weltrangliste
| UCI Ranking | UCI Ranking | UCI Ranking          | UCI Ranking |
| Jahr        | Teamwertung | Einzelwertung        |             |
| ----------- | ----------- | -------------------- | ----------- |
| 2014        | 16.         | Eugenia Bujak (39. ) |             |
| 2015        | 15.         | Eugenia Bujak (40. ) |             |
| 2016        | 13.         | Eugenia Bujak (25. ) |             |
| 2017        | 9.          | Eugenia Bujak (17. ) |             |
| 2018        | 12.         | Eugenia Bujak (24. ) |             |
| 2019        | 17.         | Eugenia Bujak (40. ) |             |
| 2022        | 49.         | Nika Bobnar (402. )  |             |
| 2023        | 36.         | Urška Pintar (92. )  |             |
|             |             |                      |             |
| Quelle: UCI |             |                      |             |